# Misiones jesuíticas en América

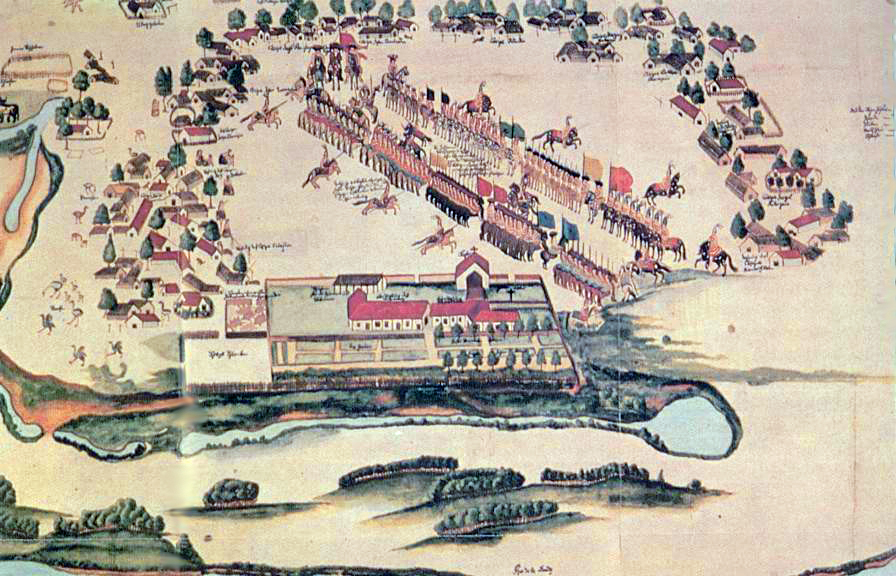
Imagen datada del siglo XVIII que muestra una reducción guaraní. En el centro de la plaza se lleva a cabo un ejercicio de caballería.

Las misiones jesuíticas en América, también llamadas reducciones, fueron poblados de indígenas organizados y administrados por los sacerdotes jesuitas en el Nuevo Mundo como parte de su obra civilizadora y evangelizadora. Las autoridades seculares y religiosas crearon el término conocido como "reducciones" en sus dominios sudamericanos recién adquiridos, el imperio español y portugués adoptaron una estrategia de reunir a las poblaciones nativas en comunidades llamadas "reducciones de indios" y portugués: "plural reduções", con los objetivos de impartir el cristianismo y la cultura europea.
Los detractores de la obra misionera aseguran: "Los jesuitas les quitaron la libertad a los indios, los obligaron a cambiar radicalmente su estilo de vida, los maltrataron físicamente y los sometieron a enfermedades". Sin embargo, se ha comprobado históricamente que los nativos americanos se adherían por propia voluntad a estos poblados, ya que enviaban emisarios a los padres jesuitas para pedirles que funden una reducción jesuítica en sus aldeas. Esto se puede verificar en libros como "Cristóbal de Mendoza: apóstol de los guaraníes", del historiador Hernando Sanabria Fernández.
Estas reducciones fueron ejecutadas con la intención de crear una sociedad con los beneficios y cualidades de la sociedad cristiana, pero sin los vicios y maldades que la caracterizaban. Los jesuitas fundaron estas misiones en toda la América colonial, y según Manuel Marzal, sintetizando la visión de otros estudiosos, constituyen una de las más notables utopías de la historia.
Para lograr su objetivo, los jesuitas desarrollaron el contacto técnico y la atracción de los indígenas. Pronto aprendieron sus lenguas, y desde ahí se reunirían en pueblos que albergaban muchas veces miles de personas. Eran en larga medida autosuficientes, disponían de una completa infraestructura administrativa, económica y cultural que funcionaba en un régimen comunitario, donde los nativos fueron educados en la fe cristiana y enseñados a crear arte con elevado grado de sofisticación, pero siempre siguiendo el modelo europeo. Después de un inicio poco sistemático marcada por intentos fallidos a mediados del siglo XVII el modelo misionero ya estaba bien establecido y generalizado en la mayor parte de América, pero tuvieron de continuar enfrentando la oposición de algunos sectores de la Iglesia católica —que no coincidían con sus métodos—, del resto de la población colonizadora —para quienes no valía la pena el esfuerzo de cristianizar a la población indígena—, y los bandos de cazadores de esclavos, que aprisionaban a los indígenas para someterlos a trabajos forzados dentro de la economía colonial de explotación a la vez que destruían sus aldeas, causando muchas muertes. Incluso con muchos problemas para superar, las misiones en su conjunto prosperaron hasta un punto en la mitad del siglo XVIII, donde los jesuitas se convirtieron en sospechosos de tratar de crear un imperio independiente, éste fue uno de los argumentos usados en la intensa campaña difamatoria que sufrieron en América y Europa y, que acabó dando como resultado la expulsión de las colonias españolas a partir de 1759 y en la disolución de la orden en 1773. Con esto, el sistema misionero jesuita se derrumbó, causando la dispersión de los pequeños pueblos indígenas.
El sistema misionero buscó introducir el cristianismo y un modo de vida civilizado, integrando, sin embargo, varios de los rasgos culturales de los propios indios, y estaba basado en el respeto de la persona y sus tradiciones grupales, hasta donde estas no entrasen en conflicto directo con los conceptos básicos de la nueva fe y de la justicia. La extensión del mérito y el éxito de este esfuerzo han sido objeto de debate entre los historiadores, pero el hecho es que fue de vital importancia para la primera organización del territorio y de los fundamentos de la sociedad americana como es conocida hoy en día. Varios monumentos misioneros son ahora Patrimonio de la Humanidad.

## Orígenes y evolución del sistema misionero

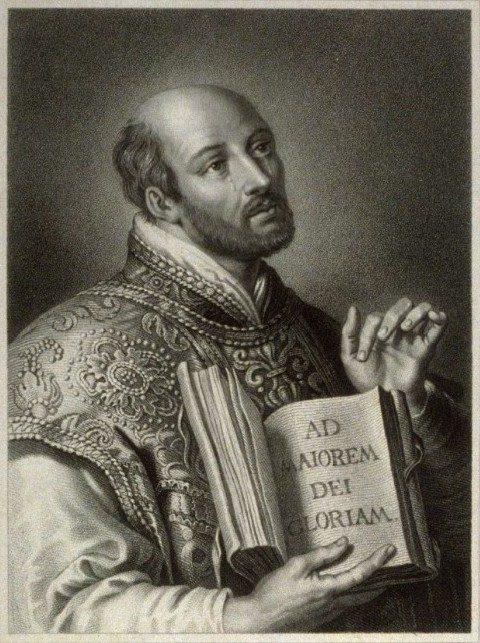
Ignacio de Loyola con un libro donde se lee el lema de su Orden: Ad maiorem Dei gloriam (A la mayor gloria de Dios).

La creación del sistema de las misiones debe ser estudiado en el contexto de la política colonial desarrollada por las potencias europeas para la recién descubierta América, que originalmente era habitada por incontables pueblos originarios, en varios grados de civilización. A pesar de algunos contactos preliminares entre europeos e indígenas habían sido pacíficos, los colonizadores comenzaron a emprender una conquista belicosa y sanguinaria, sometiendo a los nativos a través de las superiores armas y técnicas militares europeas, y despojándoles de cualquier tesoro que fuese encontrado. En vista de las atrocidades que iban siendo cometidas, los reyes y papas legislaron a favor de los indígenas, pero con poco efecto, pues el control sobre las provincias distantes era muy difícil, y los abusos continuaron a lo largo de toda la historia de la colonización. Junto a los primeros colonizadores llegaron religiosos de varias órdenes misioneras, principalmente franciscanos y dominicos. Su presencia se justificaba porque entre los objetivos de la conquista americana estaba la cristianización de los pueblos dominados, pero muchos de esos misioneros fueron complacientes con el uso de la violencia y se beneficiaron de su explotación. Poco después, preocupado con los rumbos descontrolados que la conquista española tomaba, Carlos I de España, llamó a los jesuitas para que intervinieran en el proceso, mientras que Juan III de Portugal daba las primeras órdenes para que la evangelización de los indígenas de sus colonias fuese entregada a la Compañía de Jesús.
La Compañía de Jesús fue fundada en 1540 por san Ignacio de Loyola, y en pocos años conquistó gran prestigio por su dinamismo y por la sólida preparación teológica y cultural de sus miembros, que ascendieron a posiciones de importancia en el clero y en los consejos de reyes y príncipes. La Orden se tornó la principal fuerza de la Iglesia católica en el proceso de la Contrarreforma, renovó la pedagogía en Europa, y de hecho, representó la vanguardia religiosa en su tiempo, contando con privilegios especiales y gran independencia dentro de la estructura jerárquica católica, pero votando una obediencia total al papa. Los jesuitas arribaron en Brasil en el 1549, al Perú llegaron en 1567, en México en 1572 y a la Nueva Francia en 1611, pero el sistema misionero tardó varias décadas en estructurarse y consolidarse. Los primeros jesuitas que Ignacio envió a América fueron el español José de Anchieta y el portugués Manuel da Nóbrega. De esa forma, las primeras tentativas de evangelización fueron informales, itinerantes, poco coherentes y sin resultados significativos, y encontraron obstáculos debido a la ausencia de instituciones jurídicas y administrativas de apoyo eficaces, de la poca colaboración de otras Órdenes —Si no su complicidad con las prácticas depredadoras de los colonizadores, como se lamentaba en Brasil Manuel da Nóbrega— y de la objeción de los primeros colonizadores que ya estaban instalados, para quienes los indígenas eran tan despreciables como los negros y solo les parecían útiles como trabajadores baratos. La primera iniciativa de fundación de poblados especiales para los indígenas cristianizados partió de Don Juan III, que en Regimiento al primer gobernador general del Brasil Tomé de Sousa ordenó que ellos viviesen en grupos en las proximidades de las villas para que pudieran estar en más íntimo contacto con los cristianos y pudiesen ser mejor adoctrinados. La idea fue elogiada por Nóbrega, pues sin demora percibió la ineficiencia de las misiones itinerantes, poco antes de que el padre español José de Acosta hiciera la misma observación en el Perú.

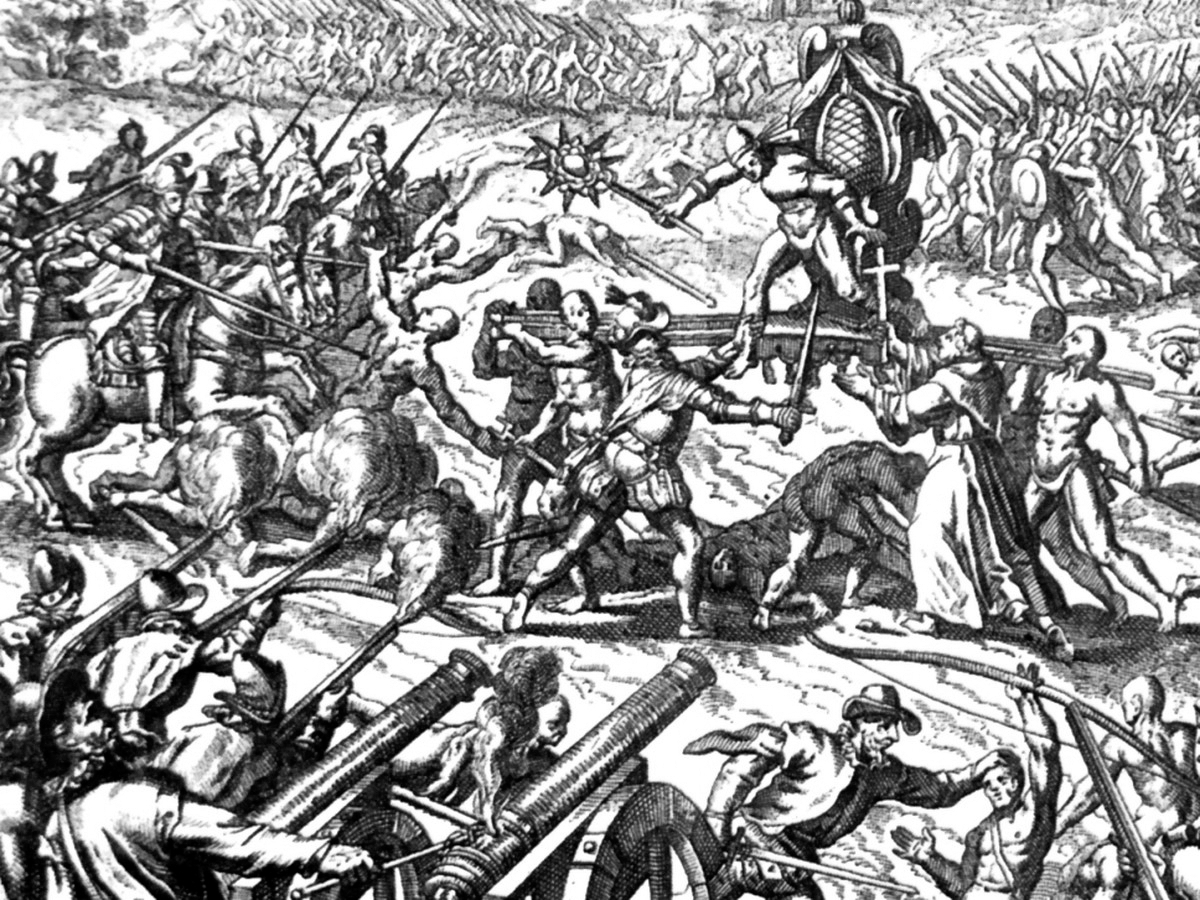
La captura de Atahualpa, durante la conquista española del Perú.

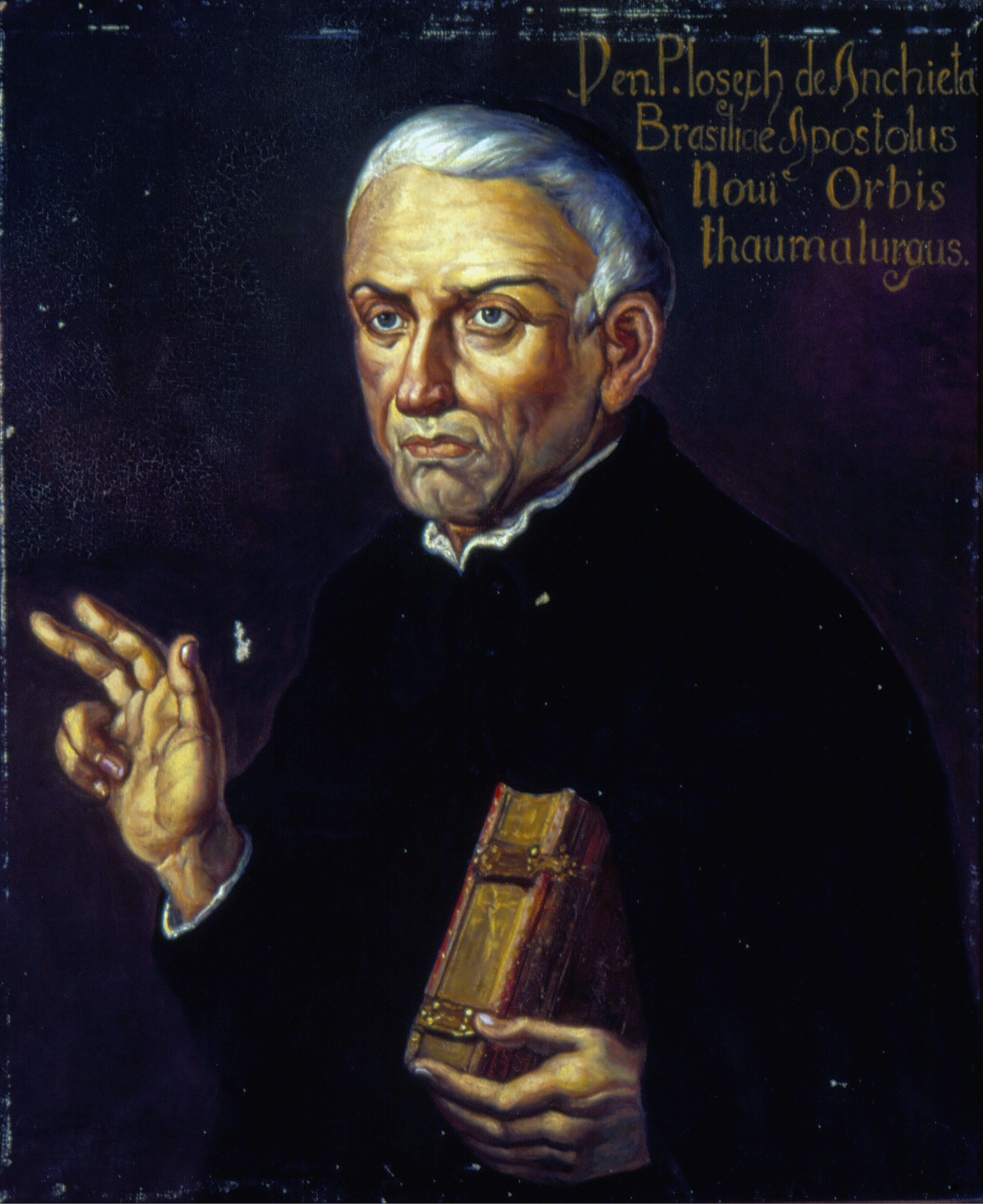
El misionero español san José de Anchieta fue, junto con Manuel da Nóbrega, el primer jesuita que Ignacio de Loyola envió a América.

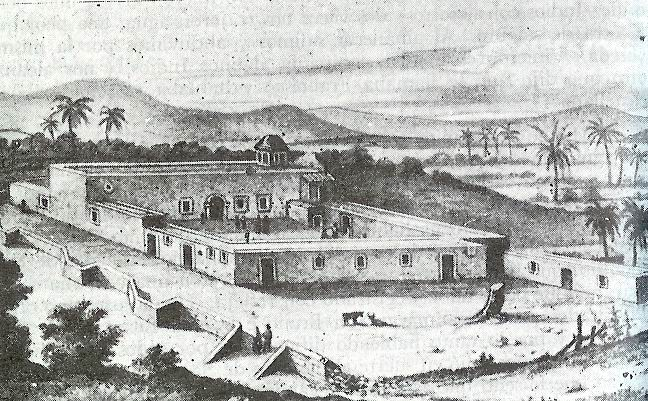
Reducción de Nuestra Señora de Loreto Conchó, Baja California, México.

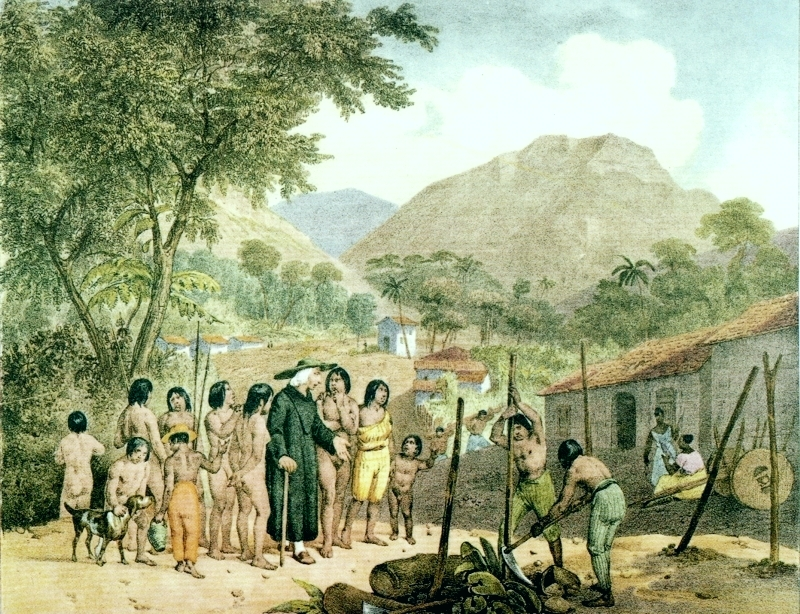
Pueblo de indios tapuios cristianizados, por el pintor alemán Mauricio Rugendas.

Nóbrega escribió a sus superiores solicitando que los jesuitas obtuviesen del papa el poder de erigir altares donde bien les pareciese y así consolidar sus poblados, al mismo tiempo en que recomendó paciencia para con el proceso de aculturación, previniendo que una transformación autoritaria, súbita y radical en los costumbres indígenas no daría frutos positivos. También reconoció, en su Diálogo da Conversão do Gentio (Diálogo de la Conversión del los gentiles) (1556-57) que los indígenas no eran esencialmente malos, a pesar de sus prácticas religiosas "abominables", y que podían ser gradualmente conducidos a una vida más digna, pues si su religión era errónea, la raíz del mal estaba más en el tener un carácter supersticioso, que podía ser encontrado en cualquier pueblo ignorante, y no por ser intencionalmente maligna, según la opinión más corriente. Acosta viajó al Perú en el cargo de Provincial de la Orden en 1576 e, inspeccionando el trabajo hasta entonces desarrollado entre los indígenas, lo consideró insatisfactorio. En la asamblea provincial  y en el concilio de Lima de 1527-1607, donde se reunieron para examinar las causas del fracaso, Acosta recogió los elementos necesarios para componer la obra De procuranda indorum salute (1588), donde sintetizó sus experiencias y presentó las contradicciones de la evangelización en el Nuevo Mundo. En ese momento el saqueo, la esclavitud y los asesinatos en masa ya se habían vuelto un escándalo, condenado en Europa, a pesar de que el papa Paulo III en 1537 ya había ordenado la bula Sublimis Deus en la que se proclamaba la libertad de los indígenas en las posesiones españolas. Los ideales de Acosta eran en resumen las mismas de Nóbrega y, aparecieron como una alternativa viable para la creación de una obra misionera basada en el respeto a los indígenas, dándoles más independencia dentro de un Estado que se revelaba cruel e inmoral, preservando las costumbres nativas que no se opusiesen directamente a la fe cristiana y a la justicia, aunque no se abandonaba del todo la idea de la una imposición doctrinal forzada en algunos casos. Nóbrega y Acosta consideraban la cristianización del gentío un imperativo para su propio bien (pro su salute), y veían mal la religión indígena, pero encontraron un camino para reformarla, y no suprimirla de forma total, identificando puntos de semejanza con el catolicismo, como la creencia en la vida después a muerte y en la existencia de un dios supremo. Combatieron el método de erradicación completa de los símbolos religiosos y culturales nativos, acreditando que a pesar de su idolatría los indígenas podrían conocer la "verdadera fe" a través de la razón. Estas ideales liberales tenían larga historia, pues el papa Gregorio I en el siglo VI ya recomendaba a Agustín de Canterbury, apóstol de Inglaterra, que trabajase con las costumbres locales y que preservase todo que fuese posible de la fe autóctona.
Entretanto, en el Brasil aparecieron divergencias sobre el modo de conducir el trabajo misionero. Nóbrega comenzó a cambiar su discurso, apostando entonces más en la sujeción pura y simple del indígena, y esa tendencia parece haberse tornado de ahí en adelante en la más predominante, dando al misionerismo portugués en general un carácter distinto del español, y relativamente menos fructífero en lo que respecta al sistema misionero en general, ya que las misiones de toda la mitad norte del actual Brasil fueron de las que trajeron más problemas para lograr estabilizarse, aun cuando fuesen capaces de hacerlo. En la época en que Portugal y España estuvieron gobernados por un mismo rey, Felipe III de España, fueron publicados a partir de 1607 una serie de decretos que protegían las misiones, dándoles total autonomía desde que hubiese allí un representante de la Corona. Al mismo tiempo se prohibió el acceso de mestizos y negros, y se dieron salvaguardas para los indios reducidos a fin de que no pudiesen ser capturados por los encomenderos o cazadores de esclavos. El resultado de esas nuevas medidas fue que un gran número de indígenas buscó protección dentro de las reducciones, en un período en que crecía aceleradamente la demanda por esclavos y los ataques ilegales a los poblados también se multiplicaban. Se calcula que solamente en 1630 habían sido muertos o aprisionados cerca de 30 000 nativos en la región de Paraguay.
Los ideales de Acosta fueron llevadas adelante en la América española por Antonio Ruiz de Montoya, que trabajó entre los guaraníes del Paraná-Paraguay y, escribió el libro Conquista espiritual (1639), donde propuso la fundación de poblados indígenas distanciados de las zonas de colonización, dando directrices para la organización de la vida sociocultural y para una evangelización más profunda, haciendo hincapié en el hecho de que los indios eran, por fuerza de la Conquista, legítimos súbditos del rey español y merecedores así de respeto y de una protección oficial más efectiva. En la misma obra relató los progresos positivos de los que fue testigo, aplicando sus ideales entre los indígenas y la rica y harmoniosa sociedad que conseguiría establecer en las reducciones que fundara. En tanto, en el Brasil, el padre António Vieira se esforzaba por liberar a los indígenas de la esclavitud y exigía, con éxito, del nuevo rey portugués, Don Juan IV, la regularización del estatus jurídico y la autonomía administrativa de los asentamientos establecidos por los jesuitas, haciendo al monarca ver que los intereses de la Orden no eran contrarios a los de la Corona, al contrario, les eran de auxilio. Aunque los jesuitas trabajaron para minimizar su dependencia del Estado y el contacto con los otros colonizadores, fue algo que no pudo llevarse a cabo completamente. Tampoco se opusieron a la colonización europea de América, pues era algo evidentemente irreversible, además, ellos mismos fueron uno de sus agentes más importantes. Además de esto, para los jesuitas una evangelización centrada en núcleos urbanos nuevos se revelaba inmediatamente ventajosa, tanto por la mayor facilidad de administrar el poblado desde el inicio de acuerdo con sus ideales, creando un modelo económico autosustentable que facilitase la obra catequética, así como el hecho de que se mantenían más apartados del contacto con los otros colonizadores.

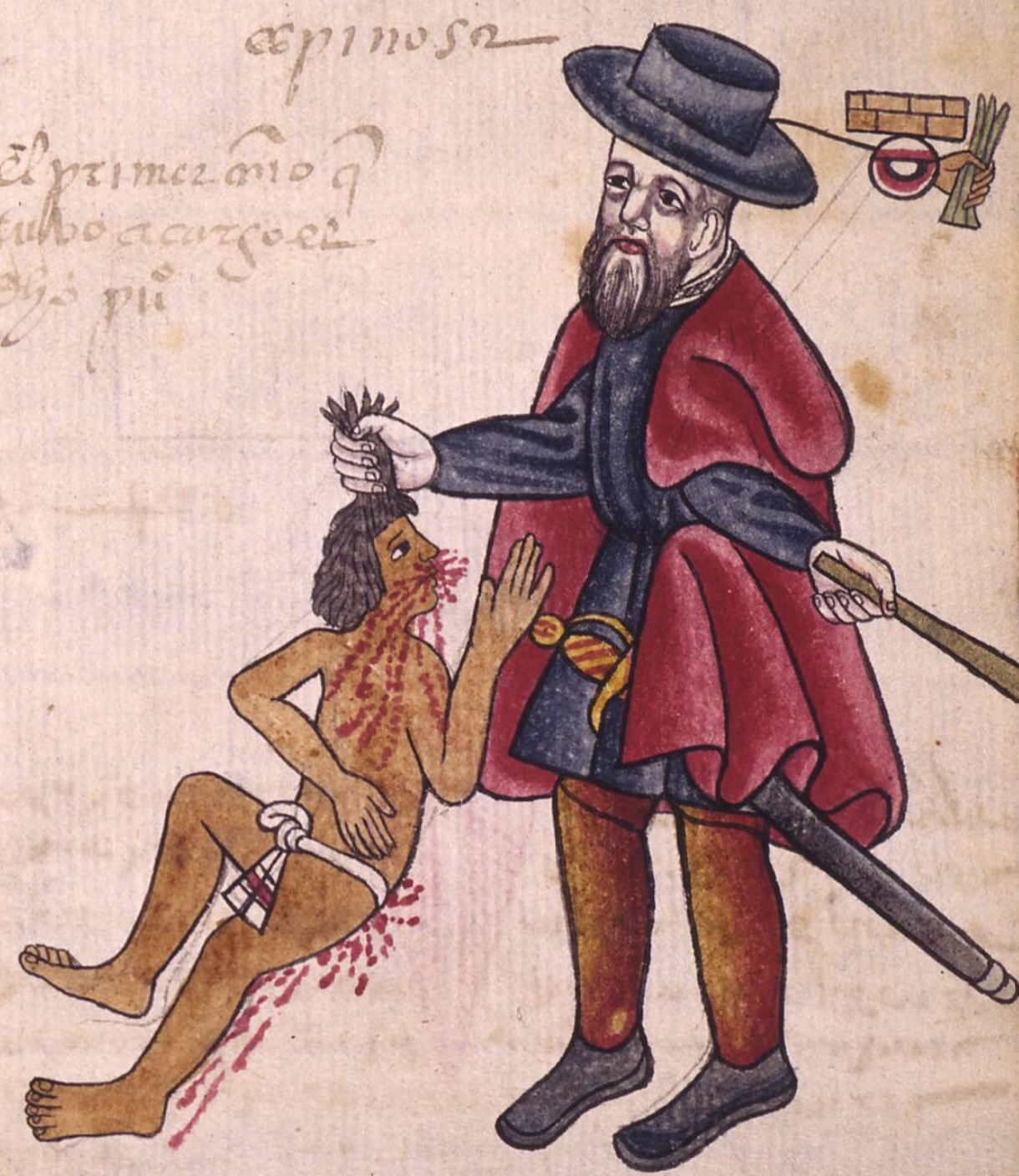
Un encomendero capturando un indígena. Las misiones funcionaron como salvaguarda de los indígenas para evitar ser capturados por el gobierno español.

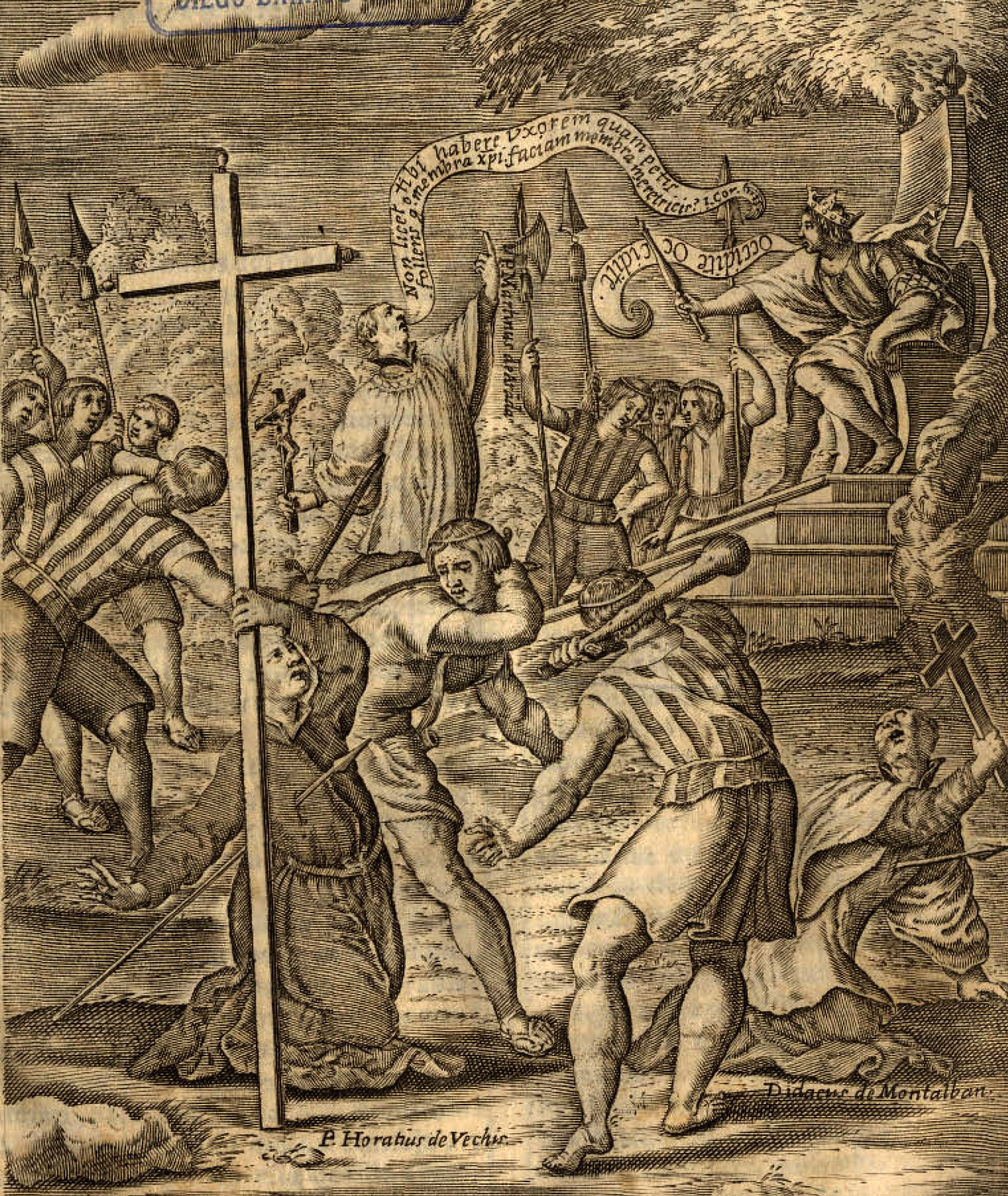
Jesuitas martirizados por los indígenas mapuches en 1612 en Chile

A mediados del siglo XVII muchas de las reducciones ya eran bastante prósperas como para desarrollar un activo comercio con las ciudades y provincias próximas, llegando a exportar muchos productos hacia Europa, incluyendo instrumentos musicales y esculturas, entre otras cosas. En diversos casos su éxito fue muy notable, superando por mucho el nivel de vida de algunos colonos asentados en las villas y ciudades cercanas, desarrollando una estructura administrativa y económica mucho más eficiente y humana y, prácticas tecnológicas más avanzadas. A pesar de esto el sistema misionero jamás se libró de continuas dificultades e imprevistos. En la mayor parte de las misiones hubo un declive en la tasa de natalidad de los indígenas. En las misiones de California se verificó una caída poblacional de 80% hacia el fin del siglo XVIII y, esa caída, si bien no tan acentuada en otros lugares, fue un fenómeno generalizado. La situación se agravó con la presencia de diversas plagas agrícolas que perjudicaban la producción de medios de subsistencia y provocando períodos de hambruna. Las epidemias y los ataques de algunos grupos indígenas no cristianizados diezmaron y ahuyentaron a la población residente en los núcleos ya consolidados. Otro problema fue el conflicto entre la constante presión del Estado para una aculturación rápida y la incapacidad de algunos grupos indígenas para integrarse a la civilización extranjera al ritmo deseado por los colonizadores, haciendo que sus estructuras culturales originales se desestabilizaran al punto de causar una crisis interna en el grupo y al rechazo total de la propuesta misionera, volviendo a la selva, pero habiendo perdido buena parte de su conocimiento tradicional en prácticas cazadoras-recolectoras y guerreras, no siendo capaces de readaptarse al medio ambiente primitivo, pereciendo de hambre o cayendo en manos de los cazadores de esclavos. En otros casos, los sacerdotes eran en número insuficiente o estaban mal preparados, no consiguiendo establecer lazos de confianza eficientes con los indígenas, administrando de forma incompetente y, muchos acabaron desmotivados y abandonaron los poblados ante la crudeza de la labor. Además de esto, el conflicto de intereses entre los colonos ya instalados y los misioneros nunca se resolvió, y los enfrentamientos violentos no fueron raros, especialmente en las incursiones de los contrabandistas de ganado, de los que codiciaban los supuestos tesoros escondidos por los sacerdotes, buscando en los indígenas mano de obra esclava, dando como resultado la muertes numerosas y la destrucción de muchas reducciones.

### Las misiones en Norteamérica

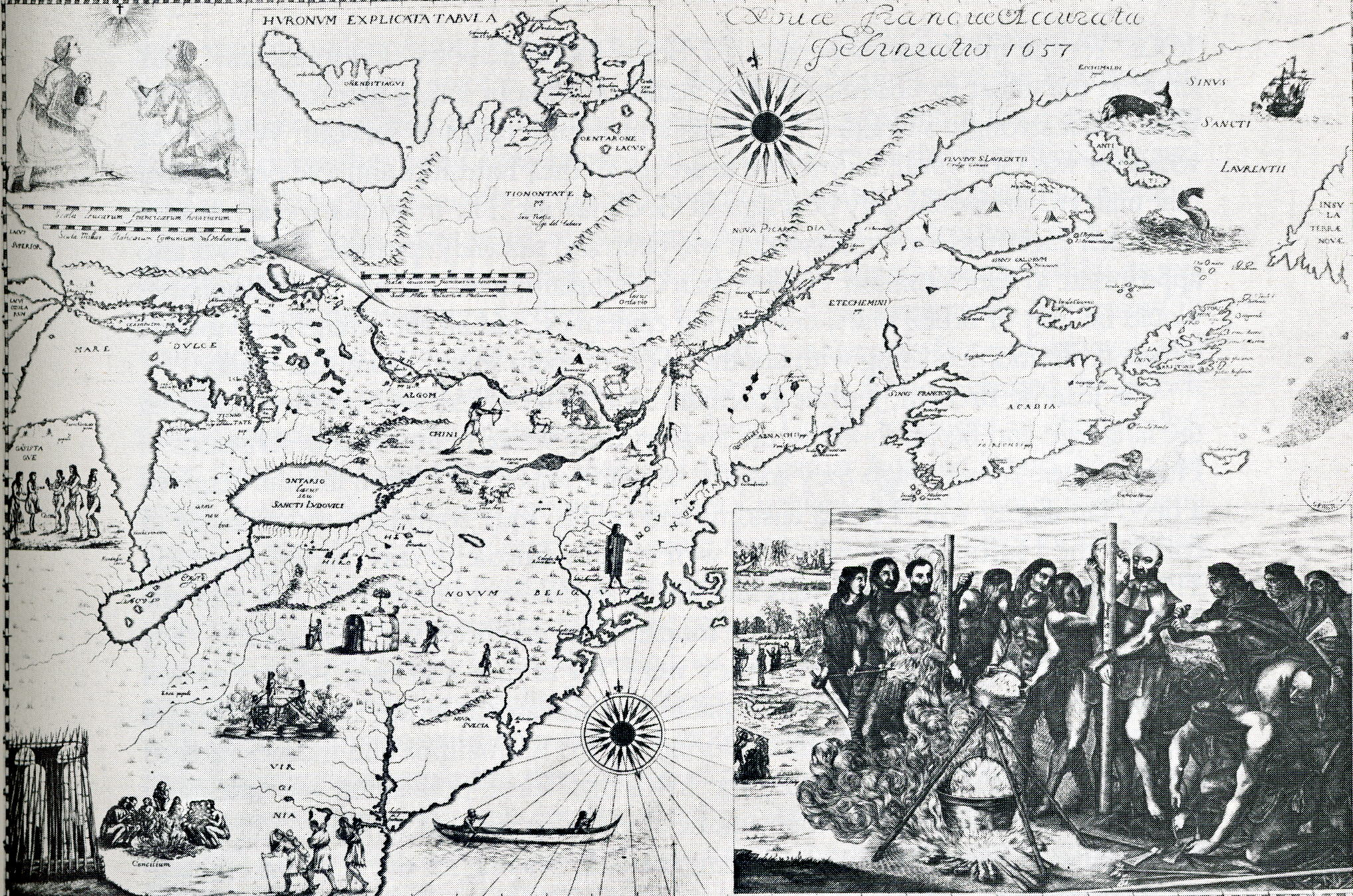
Mapa de Bressani de 1657 que muestra el martirio de los jesuitas Juan de Brébeuf y compañeros

La conquista española de América se extendió hacia Norteamérica, hasta las regiones de la Florida, Texas, Nuevo México, Arizona y California, pero buena parte de la región noreste norteamericana fue colonizada por franceses e ingleses. El territorio de la Nueva Francia comenzó a ser evangelizado a comienzos del siglo XVII por jesuitas franceses, que intentaron establecer un sistema similar al de las reducciones hispánicas, pero sin conseguir el mismo éxito. Sus primeros contactos fueron con los iroqueses y algonquinos, y enseguida alcanzaron la mayor parte de los grupos étnicos de la región, llegando hasta la actual Canadá, pero después reducirían su espacio de acción, se centraron en dos grupos iniciales, y se establecieron principalmente en los alrededores de Quebec y Montreal. En parte, su trabajo fue facilitado por la inclinación comercial de la colonización francesa, la cual exigía el mantenimiento de las relaciones amistosas con los indígenas, pero el constante estado de guerra entre las tribus, que costó la vida de muchos sacerdotes, y su marcado espíritu de independencia, más la falta de apoyo de la Corona francesa y la creciente penetración de colonos protestantes ingleses, que hacían una campaña en Europa contra la presencia jesuita en América.